# São Lourenço da Serra
São Lourenço da Serra este un oraș în São Paulo (SP), Brazilia.